# Palouse
Paluzowie (nazwa własna pah'-loose) – plemię Indian Ameryki Północnej zamieszkujące obszary nad rzeką o tej samej nazwie (Palouse River) w stanach Waszyngton i Idaho. Nazwa ta odnosi się też do całego regionu. Byli objęci traktatem z roku 1855 o terytoriach indiańskich i odmówili przeniesienia się do rezerwatu.
Obecnie niewielka ich liczba zamieszkuje południowo-wschodnie obszary stanu Waszyngton.